# Maggie Moore(s) - Un omicidio di troppo
Maggie Moore(s) - Un omicidio di troppo (Maggie Moore(s)) è un film del 2023 diretto da John Slattery.

## Distribuzione
Il film è stato presentato in anteprima mondiale al Tribeca Film Festival nel giugno 2023 ed è stato distribuito nelle sale cinematografiche statunitensi il 16 giugno 2023.

### Divieti
Negli Stati Uniti d'America la MPAA ha classificato il film come vietato ai minori di 17 anni non accompagnati da un adulto (R) per scene contenenti linguaggio, violenza, alcuni riferimenti sessuali, brevi scene di nudo e l'uso di droghe.

### Edizione italiana
La direzione del doppiaggio è di Stefano Santerini e i dialoghi italiani sono curati da Marco Palmieri per conto di Thalia Group.

## Accoglienza

### Critica
Sull'aggregatore di recensioni Rotten Tomatoes il film riceve il 38% delle recensioni professionali positive, mentre su Metacritic ha un punteggio di 43 su 100 basato su 15 recensioni.